# بيوند أوسيس (لعبة فيديو)
بيوند أوسيس (بالإنجليزية:Beyond Oasis) ، هي لعبة إلكترونية من نوع مقاتل الطريق وآركيد ، أنتجت سنة 1994 ، وكان مهمة اللعبة مطاردة المسوخ في الأرض التي يحتلها الوحوش ليقتل البشر ، فيقوم 3 أبطال لقتل الوحوش وتحرير البلدة من أولئك المسوخ.

## وصلات خارجية
- The Story of Thor على موقع غيم فاكس
- RPGClassics' The Story of Thor Shrine
- Hardcore Gaming 101's series overview